# I Can't Live Without Music
"I Can't Live Without Music" ( em português "Eu não consigo viver sem música") foi a canção que representou a Alemanha no Festival Eurovisão da Canção 2002 que teve lugar em Tallinn, capital da Estónia, em 25 de março desse ano.
A referida canção foi interpretada em inglês por Corinna May. Foi a terceira tentativa e finalmente bem sucedida de Corinna para participar no Festival Eurovisão da Canção, a primeira tentativa foi em 1999, quando a sua canção  "Hör den Kindern einfach zu" que foi desqualificada por ter já sido lançada. Em 2000, Corinna terminou em segundo na final alemã com a canção "I Believe in God", que fora composta pela famosa dupla Bernd Meinunger e Ralph Siegel.Corinna foi a décima-oitava a cantar na noite do evento, a seguir à representante francesa Sandrine François que interpretou a canção "Il faut du temps (je me battrai pour ça)" e antes dos representantes da Turquia Buket Bengisu & Group Safir que interpretaram a canção  "Leylaklar soldu kalbinde". Apesar de considerada favorita para vencer o certame, afinal terminou num dececionante vigésimo-primeiro lugar, tendo recebido um total de 17 pontos. Foi sucedida por "Let's Get Happy", cantada por Lou (cantora).

## Autores
- Letrista: Bernd Meinunger
- Compositor: Ralph Siegel

## Letra
Escrita e composta pela famosa dupla Ralph Siegel e  Bernd Meinunger, a canção é um número de uptempo, com a cantoraDiggiloo Thrush. «I can't live without music - lyrics». Diggiloo Thrush exprimindo a alegria que ela tem ouvindo música. Sendo Corinna May cega, a letra é particularmente importante, sendo ela fisicamente incapaz de ver.  Corinna na Eurovisão usou um top branco e uma casaco de couro preto. As acompanhantes do coro apresetnaram-se com vestes extravagantes, inclindo uma vestida como uma vaqueira, com um chapéu cor-de-pêssego.

## Outras versões
- versão alternativa (inglês) [3:00]
- club mix (inglês) [6:15]
- dub mix (inglês) [4:40]
- energy mix (inglês) [3:15]
- trance mix (inglês) [6:20]
- Villa & Gant club mix (inglês) [6:18]
- Villa & Gant short cut mix (inglês) [3:15]